# Южное Тушино
Ю́жное Ту́шино — район в Москве, расположенный в Северо-Западном административном округе, а также одноимённое внутригородское муниципальное образование.
Граница района на севере проходит по бульвару Яна Райниса и северному проезду Химкинского бульвара, на востоке — по осевой линии канала имени Москвы, на юге — по оси деривационного канала, далее по руслу реки Сходни, потом по оси железнодорожной линии рижского направления МЖД, на западе — по МКАДу.

## История
Первая волна массовой застройки территории района началась в 1940—1950-е годы ещё в составе города Тушино, территория которого на севере доходила до нынешней улицы Фабрициуса, называвшейся тогда Пионерской. В тот период были построены кварталы вдоль улиц Сходненская, Лодочная и Окружная, однако в настоящее время проводится массовый снос этих строений и возведение на их месте современных многоэтажных зданий. Следующая волна строительства проходила в 1960—1970-е гг., когда были построены кварталы вдоль бульваров Яна Райниса и Химкинского, Аэродромной и Туристской улиц. В 1980-е были построены кварталы вдоль улицы Василия Петушкова и Трикотажного проезда. В 1944 году построен трамвайный круг у Восточного моста.

## Население
| 2002     | 2010     | 2012     | 2013     | 2014     | 2015     | 2016     |
| -------- | -------- | -------- | -------- | -------- | -------- | -------- |
| 93 444   | ↗104 464 | ↗105 092 | ↗105 713 | ↗106 985 | ↗107 269 | ↗108 049 |
| 2017     | 2018     | 2019     | 2020     | 2021     | 2023     | 2024     |
| ↗108 312 | ↗108 978 | ↗109 218 | ↗109 708 | ↗111 116 | ↗111 492 | ↗112 628 |

### Национальный состав
По итогам переписи населения 2020 года проживали следующие национальности (национальности менее 0,1 % и другое, см. в сноске к строке «Другие»):
| Национальность | Численность, чел. | Доля     |
| -------------- | ----------------- | -------- |
| Русские        | 89 540            | 80,58 %  |
| Украинцы       | 604               | 0,54 %   |
| Армяне         | 483               | 0,43 %   |
| Азербайджанцы  | 447               | 0,40 %   |
| Татары         | 432               | 0,39 %   |
| Грузины        | 297               | 0,27 %   |
| Таджики        | 161               | 0,14 %   |
| Узбеки         | 158               | 0,14 %   |
| Белорусы       | 155               | 0,14 %   |
| Евреи          | 129               | 0,12 %   |
| Другие         | 18 710            | 16,85 %  |
| Итого          | 111 116           | 100,00 % |

## Улицы района
В названиях улиц Южного Тушина чётко прослеживаются два мотива — имена деятелей культуры Латвии и Литвы и морская тематика:
- Аэродромная улица
- Улица Василия Петушкова
- Проезд Донелайтиса
- Проезд Досфлота
- Третья Захарковская улица
- Лодочная улица
- Нелидовская улица
- Новопоселковая улица
- Окружная улица
- Улица Саломеи Нерис
- Светлогорский проезд
- Улица Свободы (часть)
- Строительный проезд
- Сходненская улица
- Парусный проезд
- Походный проезд
- Проектируемый проезд №4025
- Трикотажный проезд
- Туристская улица (часть)
- Улица Фабрициуса
- Фабричный проезд
- Химкинский бульвар (нечётная сторона)
- Цветочный проезд
- Штурвальная улица
- Бульвар Яна Райниса (нечётная сторона)

## Предприятия района
- Тушинский машиностроительный завод (ТМЗ) — предприятие, производящее как оборонную, так и гражданскую продукцию. В настоящее время на заводе собирают автобусы, специально для ГУП Мосгортранс. С 1993-по 2002 год ТМЗ собирал автобусы Икарус. На территории завода находится НПО «Молния» — головное предприятие, разработавшее космический челнок «Буран».
- Тушинская чулочная фабрика, одно из старейших промышленных предприятий Тушина, в настоящее время не функционирует.

## Научные учреждения района
- Научно-исследовательский институт энергетических сооружений
- Государственный научный центр Российской Федерации «НПО Астрофизика» (снесён)
- Всероссийский научно-исследовательский институт межотраслевой информации (ВИМИ)
- Научно-исследовательский институт коммунального водоснабжения и очистки воды (НИИ КВОВ)
- Научно-исследовательский институт строительного и дорожного машиностроения (ВНИИстройдормаш)

## Достопримечательности
На территории района находится усадьба Братцево, ныне дом отдыха Союза театральных деятелей РФ.
На территории расположен природный памятник Сходненская чаша.
Бывшие корпуса Тушинской чулочной фабрики.

## Культура
- Кинотеатр: «Полёт»
- Тушинский выставочный зал
- Дворец культуры "Салют"

## Спорт
В Южном Тушине расположен ряд стадионов и спортивных залов, ледовый дворец «Звезда», детско-юношеская спортивная школа ГБОУ ДЮСШ № 103 «Южное Тушино». В ДЮСШ № 103 дети занимаются двумя видами спорта: регби и греко-римской борьбой. На базе этой спортивной школы действует регбийный клуб «Южное Тушино», выступающий в Чемпионате Москвы по регби, являющемся дивизионом «Москва» всероссийской любительской Федеральной лиги, третьем по счету дивизионе российского регби. Есть кружки для детей по баскетболу и футболу практически в каждой муниципальной школе.

## Парки и скверы
На территории района Южное Тушино находятся участки природно-исторического парка «Тушинский», скверы и озелененные общественные пространства.
Природно-исторический парк «Тушинский» — особо охраняемая природная территория, которая включает леса, луга, околоводные природные сообщества и нелесные древесно-кустарниковые насаждения. В границах района Южное Тушино находятся такие значимые участки как парк усадьбы «Братцево» и памятник природы «Сходненский ковш» («Тушинская чаша»).
Дубовая роща «Маяк» — парк на Аэродромной улице. Представляет собой сохранившийся участок дубового леса. В 2015 году вошла в программу «Народный парк», в рамках которой здесь проложили дорожки, поставили скамейки. Своё название роща получила в связи с тем, что в советские годы здесь размещался радиомаяк Захарковского полярного аэродрома.
Сходненский сквер — зона отдыха у станции метро «Сходненская». На территории установлен памятник «Тушинцам — участникам Великой Отечественной войны».
Сквер у кинотеатра «Полёт» — озелененная территория на Нелидовской улице. В зоне отдыха размещены зоны для детских игр и спорта.
Сквер «Салют» — зона отдыха на улице Свободы, неподалёку от одноименного культурного центра. В советские годы представлял собой парк (здесь был обустроен фонтан с лебедями, эстрада, на аллеях были установлены памятники Ленину и Сталину), со временем пришел в упадок. В 2016—2017 годах сквер был благоустроен. В зоне отдыха проложена велодорожка, есть рампа для катания на скейтбордах, детские площадки, фонтан.
Сквер на Туристской улице — пешеходная зона, обустроенная в 2019 году на участке от улицы Фабрициуса до бульвара Яна Райниса в рамках программы мэра Москвы «Мой район». В сквере проложены пешеходные дорожки, обустроены места для отдыха, детские площадки, спортивная зона (воркаут, уличные тренажеры, столы для пинг-понга). Беседки в сквере выполнены в виде туристических палаток, что является отсылкой к названию улицы.
В районе озеленены и благоустроены улицы, а также набережные Сходненского деривационного канала (здесь расположены сквер между Западным и Восточным мостами, Кленовый сквер).

## Транспорт
Транспортная инфраструктура района представлена автомобильными дорогами, метро и наземным общественным транспортом.
Автомобильные дороги
Основной магистралью района является улица Свободы, которая связывает Южное Тушино с районами Северное Тушино и Покровское-Стрешнево, а также обеспечивает доступ на Волоколамское шоссе и на МКАД. Выезд на МКАД, который маркирует западную границу Южного Тушина, обеспечивается также за счет Трикотажного проезда на юге района. Выезд на Волоколамское шоссе — через улицу Василия Петушкова. Остальные улицы и переулки района имеют местное значение и связывают между собой жилые кварталы.
Метро
На территории района находится южный вестибюль станции метро «Сходненская» Таганско-Краснопресненской линии.
Железная дорога
На юго-западной границе района находится платформа «Трикотажная» Рижского направления Московской железной дороги. С 2019 года является частью системы МЦД (линия МЦД-2 «Нахабино — Подольск»).
Наземный общественный транспорт
Представлен автобусами и маршрутными такси. По территории района, вдоль улиц Лодочная и Сходненская, проходит трамвайная линия, по которой идет трамвай № 6.
По границе Северного и Южного Тушина вдоль бульвара Яна Райниса также проходит ночной маршрут н12 (4-й мкр Митина — метро «Китай-Город»).
Инфраструктура для речного транспорта
С востока Южное Тушино омывается Химкинским водохранилищем. На берегу расположены причалы для речного транспорта, в том числе крупный причал «Захарково».
Планы строительства канатной дороги
Запланировано строительство канатной дороги через Химкинское водохранилище: она должна связать станции метро «Сходненская» и «Речной вокзал». По проекту время в пути между станциями составит 10 минут. Линия станет частью единой системы общественного транспорта Москвы.

## Религия
В районе имеются следующие православные храмы и церкви.
- Храм святителя Николая Мирликийского в Тушине[37]. Патриаршее подворье. Действует воскресная школа. Адрес: Лодочная ул., 16, стр. 1
- Церковь Ермогена, патриарха Всероссийского, в Южном Тушино[38]. Адрес: ул. Фабрициуса, вл33-35